# Això era una vegada (expressió)
«Això era una vegada...» és una de tantes altres frases utilitzades per a introduir la narració d'una rondalla.
Aquesta mena de fórmules d'inici de rondalles existeixen en molts idiomes, i en el context de la llengua catalana existeix un munt de fórmules diferents per a començar la narració. Sovint, aquesta mena de fórmules introductòries van lligades a una fórmula de cloenda. En català, són fórmules de cloenda habituals: Conte contat, ja s'ha acabat; I visqueren feliços i menjaren anissos/pastissos; Vet aquí un gos, vet aquí un gat, aquesta rondalla s'ha acabat; etc.

## Estructura i funció
Les fórmules, tant d'inici com de cloenda, representen una «expressió falca» que aporta a l'estructura de la narració, així com a ràpida reconeixença del tipus de relat de què es tracta. Alhora, tenen una funció evocativa, és a dir, aporten a facilitar per part del lector o oient la representació mental de l'univers temporal o espacial a què el narrador evoca. Les expressions d'inici sovint evoquen temps llunyans, temps fantàstics, llocs reals o ficticis llunyans. Segons la finalitat del narrador, fins i tot aporten al missatge de fons que aquestes històries volen transmetre, cosa que ha ajudat en totes les llengües al fet que hi haja molta varietat de fórmules d'inici, fins i tot dins d'una llengua donada. Per això, llur estructura pot ser una locució temporal o espacial simple, o una frase copulativa, subordinada, coordinada, etc. Si són llargues, acostumen a presentar un determinat ritme que en facilita la reconeixença o la dicció. La popularitat i reconeixença d'aquestes fórmules és tan àmplia avui dia que ha esdevingut un clixé dins d'altres medis, de manera que sovint resulta impensable que un relat de tipus rondallístic no comenci amb una fórmula d'inici i no n'acabi amb una de cloenda.

## Variants
En català, algunes frases també força emprades són: Era una vegada...; Una vegada hi havia...; Això diuen que va ser i era...; Açò/Això va anar i era...; Açò/Això que ara us contaré, diu que va esdevenir-se a...; Fa molt de temps, en un regne lluny, lluny enllà...; Vet aquí que una vegada...; Heus ací que una vegada...; Temps era temps, quan els animals parlaven i les persones callaven...; L'any tirolany/tirurany...; Això era i no era...; etc.

## Altres idiomes
- Castellà: Érase una vez...; Había una vez...
- Anglès: Once upon a time...
- Alemany: Es war einmal...
- Francès: Il était une fois...
- Èuscar: Bazen behin...
- Gallec-Portuguès: Era uma vez/Era unha vez...
- Grec modern: Μια φορά κι έναν καιρό... (Mia forá ki énan keró...)